# Cylindraspis peltastes
A Cylindraspis peltastes a hüllők (Reptilia) osztályának teknősök (Testudines) rendjébe és a Szárazföldi teknősfélék családjába tartozó kihalt faj.

## Előfordulása
Az Indiai-óceánon területén lévő Mauritius szigetállamhoz tartozó Rodriguez-szigeten volt honos. Feltehetően 1800 körül halt ki a túlzott vadászat miatt. Legközelebbi rokona a Cylindraspis vosmaeri és a Cylindraspis indica.